# Línguas semíticas centrais
As línguas semíticas centrais formam um grupo intermediário de línguas semíticas, que compreendem o árabe e as línguas semíticas do noroeste, que incluem as línguas cananeias (hebraico e fenício), o aramaico e o ugarítico.
Diversos sistemas de classificação discordam a respeito da estrutura precisa do grupo. O ponto de vista mais comum o divide em dois ramos, o árabe e o semítico do noroeste, enquanto o SIL Ethnologue também acrescenta as línguas semíticas centro-meridionais (que incluem o árabe e o hebraico) e os contrapõem ao aramaico.
A principal distinção entre o árabe e as línguas semíticas do noroeste é a presença de plurais internos no primeiro. A maioria dos substantivos masculinos não-humanos do árabe formam plurais desta maneira (frequentemente chamando de 'plural inanimado'), enquanto quase todos os substantivos dos idiomas semíticos do noroeste formam seus plurais com um sufixo. Por exemplo, a palavra "casa", que em árabe é بيت (bayt), torna-se بيوت (buyūt) no plural; já o hebraico בית (bayit) se torna בתים (battīm).